# Dianthus jaroslavii
Dianthus jaroslavii är en nejlikväxtart som beskrevs av Anatol I. Galushko. Dianthus jaroslavii ingår i släktet nejlikor, och familjen nejlikväxter. Inga underarter finns listade i Catalogue of Life.